# Andrzej Arciszewski
Andrzej Arciszewski (ur. 22 lipca 1951 w Olsztynie) – polski lalkarz i aktor dubbingowy. Użyczył swojego głosu m.in. do polskiej wersji językowej nawigacji TomTom.
Jako aktor pracuje wyłącznie głosem i nigdy nie wystąpił przed kamerą.

## Dubbing

### Polskie produkcje
- 1999: Czternaście bajek z Królestwa Lailonii Leszka Kołakowskiego – Eino (odc. 10)
- 1997–1999: Bardzo przygodowe podróże Kulfona –
  - Aborygen Akuku (odc. 1),
  - strażnik Tower of London (odc. 2),
  - policjant (odc. 2),
  - dyrektor muzeum figur woskowych (odc. 2),
  - szalony naukowiec (odc. 3),
  - Eskimos Jaki (odc. 3),
  - bazyliszek (odc. 4),
  - wódz wioski (odc. 5),
  - myśliwy #1 (odc. 5),
  - myśliwy #2 (odc. 5),
  - archeolog (odc. 6),
  - złodziej papirusów (odc. 6),
  - kamerzysta (odc. 7),
  - obserwator (odc. 7),
  - naukowiec (odc. 7),
  - Czarny Indiana (odc. 8),
  - potomek Inków (odc. 8)
- 1996–1997: Kulfon, co z ciebie wyrośnie? –
  - wilkołak (odc. 1),
  - rycerz (odc. 2),
  - strażnik zoo (odc. 3),
  - dyrektor zoo (odc. 3),
  - kosmita z planety Zlewakomania (odc. 4),
  - pirat #2 (odc. 5),
  - nosożorec (odc. 7),
  - policjant (odc. 7),
  - zwierzęta (odc. 9),
  - lektor tv (odc. 11),
  - strażak (odc. 12),
  - komentator meczu (odc. 14),
  - redaktor (odc. 15),
  - dozorca (odc. 16),
  - kowboj (odc. 18),
  - kustosz (odc. 19),
  - portier (odc. 19),
  - ojciec Wespazjana (odc. 20),
  - Radamkot (odc. 20),
  - wodnik (odc. 22),
  - Ufol (odc. 23),
  - tata yeti (odc. 24),
  - burmistrz (odc. 25)
- 1992: Jacek i Placek – zbój Krowi Ogon
- 1989: O dwóch takich, co ukradli księżyc – zbój Krowi Ogon (odc. 4)

### Zagraniczne produkcje
- 2019: Praziomek
- 2019: Dumbo – Remington
- 2019: Corgi: Psiak Królowej – książę Filip
- 2019: Kuchciwróżki – pan Dokręt
- 2018: Mary Poppins powraca – Admirał Boom
- 2018: Dragon Ball Super – Król Kaiō
- 2018: Krzysiu, gdzie jesteś?
- 2018: Patryk – jeden z mężczyzn na stypie
- 2018: Dodaj magii – Willy Thompson (odc. 15)
- 2018: Co w trawie piszczy – Tatko Bum
- 2016: Dzień, w którym Heniś poznał... –
  - rakieta tenisowa (odc. 34),
  - Król Ząb (odc. 39)
- 2016: Tom i Jerry: Powrót do krainy Oz – Droopy
- 2014: Listonosz Pat i wielki świat – major Forbes
- 2014: Syn Boży
- 2013: Tom i Jerry: Magiczna fasola – Droopy
- 2013: Hotel 13 – Zygmunt Freud (odc. 106-108)
- 2013: Looney Tunes Show – Sęp Szponek (odc. 45)
- 2012: Całkiem nowe przygody Toma i Jerry’ego –
  - Droopy,
  - sprzedawca popcornu (odc. 10a)
- 2012: Tom i Jerry: Robin Hood i jego Księżna Mysz – Droopy
- 2011: Tom i Jerry: Czarnoksiężnik z krainy Oz
- 2010: Harry Potter i Insygnia Śmierci. Część I – Gregorowicz
- 2010: Tom i Jerry i Sherlock Holmes – Droopy
- 2009: Tajemniczy Sobotowie –
  - dr Odele,
  - profesor Misuni
- 2007: S.A.W. Szkolna Agencja Wywiadowcza
- 2007: Harry Potter i Zakon Feniksa – portret na drugim piętrze
- 2007: Zawiadowca Ernie –
  - dr Hart (odc. 10, 20, 23),
  - pan Kiełek (odc. 11)
- 2007: Bibi Blocksberg
- 2007: Mój mały kucyk
- 2007: Złoty kompas
- 2007: Happy Wkręt – Głupi troll
- 2007: Sushi Pack
- 2007: Ben 10: Tajemnica Omnitrixa – Vilgax
- 2005–2008: Ben 10 –
  - Vilgax,
  - sklepikarz (odc. 2),
  - przywódca Limaxów (odc. 4),
  - cyrkowiec (odc. 9),
  - dyrektor marketu (odc. 27),
  - starzec (odc. 42),
  - urzędnik udzielający ślubu (odc. 43)
- 2004: Gwiezdne jaja: Część I – Zemsta świrów – Senator Eryk / Burmistrz
- 2004: Harry Potter i więzień Azkabanu (gra) – Profesor Albus Dumbledore
- 2004: Prince of Persia: Dwa trony – Starzec
- 2004: Atomowa Betty – Minimus
- 2003: 101 dalmatyńczyków II. Londyńska przygoda – różne głosy
- 2002: Cyberłowcy – Buczek
- 2001–2003: Zło w potrawce – Ergast
- 2001–2003: Aparatka
- 2000: Kapitan Pazur (gra) – Tabie
- 1999–2004: Sabrina
- 1999: Tarzan
- 1999: Król sokołów
- 1998–1999: Tajne akta Psiej Agencji –
  - Jeden z czarowników (odc. 4b),
  - Jeden z kosmicznych ślimaków (odc. 1b, 10b)
- 1998: Przygody Kuby Guzika
- 1998: Magiczny miecz – Legenda Camelotu – Gryf
- 1998–2004: Atomówki – Boogeyman
- 1997–1999: Tex Avery Show
- 1997–1998: Zorro – Garcia
- 1997: Księżniczka Sissi
- 1997: Pokémon
- 1996–1999: Wojny potworów – Dinobot
- 1996–1997: Walter Melon
- 1996: O czym szumią wierzby
- 1996: Byli sobie odkrywcy
- 1996: 101 dalmatyńczyków
- 1995–2000: Sylwester i Tweety na tropie – Abraham Lincoln, australijski handlarz wełną
- 1995–1997: Freakazoid! – sierżant policji Podpucha
- 1995: Co za kreskówka! – ojciec Miny, siedmioletniej dziewczynki, do której przypadkiem trafił wampir
- 1994–1998: Świat według Ludwiczka –
  - nauczyciel Ludwika,
  - Jensen, sąsiad-patolog,
  - sędzia na meczu baseball
- 1994–1998: Spider-Man –
  - Shocker (pierwsza wersja dubbingowa),
  - szef porywaczy (odc. 20, pierwsza wersja dubbingowa),
  - Bestia / Hank McCoy (druga wersja dubbingowa),
  - Beyonder (druga wersja dubbingowa)
- 1994–1996: Iron Man: Obrońca dobra – Modok (odc. 1-10)
- 1994–1996: Fantastyczna Czwórka
- 1994: Benjamin Blümchen – kruk Guliwer
- 1993–1995: Szmergiel – szef policji Kanifky
- 1993–1994: Droopy, superdetektyw – Droopy
- 1993: Yabba Dabba Do!
- 1992–1993: Rodzina Addamsów
- 1992–1997: X-Men – Bestia / dr Hank McCoy
- 1992–1998: Batman
- 1992: Tom i Jerry: Wielka ucieczka
- 1992: W 80 marzeń dookoła świata
- 1991–1992: Trzy małe duszki – dyrektor szkoły
- 1991–1992: Eerie, Indiana
- 1991–1993: Powrót do przyszłości
- 1991–1997: Rupert
- 1990–1993: Zwariowane melodie
- 1990–1993: Szczenięce lata Toma i Jerry’ego – Droopy
- 1990–1994: Super Baloo – Louies
- 1990: Pinokio
- 1989–1992: Chip i Dale: Brygada RR –
  - właściciel strzelnicy,
  - właściciel gorylicy Kuki,
  - pies barman w Hongkongu
- 1989–1991: Żukosoczek – doktor Umrzyk
- 1989: Mała Syrenka – ksiądz udzielający ślubu
- 1988: Judy Jetson i Rockersi – Astro
- 1987: Jetsonowie spotykają Flintstonów – Astro
- 1987: Dzielny mały Toster – Wisząca lampa
- 1987–1990: Kacze opowieści (pierwsza wersja dubbingu) –
  - Bubba, mały jaskiniowiec,
  - matka Cyfrona Liczypiórka,
  - El Kapitan, który ukradł statek z mapą do Doliny Złotych Słońc (odc. 1, 2, 5),
  - drużynowy Małych Skautów (odc. 1),
  - jeden z wyimaginowanych komorników (odc. 9),
  - wyimaginowany Wielki Banan (odc. 9),
  - Kuba Włóczęga, przebrany profesor Mudidudi (odc. 25),
  - jeden z tych, którzy porwali Donalda do Garbulandii (odc. 40),
  - król Turlaków (odc. 54),
  - marynarz Barnaba, właściciel leminga o imieniu Szczęściarz (odc. 56),
  - jeden z żołnierzy gen. Rhubarba McKwaka (odc. 60),
  - generał Czykita, prezydent Republiki Bananowej (odc. 95)
- 1987–1990: Kacze opowieści (druga wersja dubbingu) –
  - kolega Niebezpiecznego Dana (odc. 58),
  - sekretarz McKwacza (odc. 17),
  - Ludwig von Kaczylton (odc.63),
  - numizmatyk (odc. 3),
  - policjant (odc. 64)
- 1987–1988: Babar
- 1986: Asterix w Brytanii –
  - wódz Brytów,
  - kapitan piratów
- 1985–1991: Gumisie – Toadie
- 1985: Wuzzle – Trąbel
- 1983: Fraglesy – Wiedźma Ple-Ple
- 1983: Dookoła świata z Willym Foggiem – Willy Fog
- 1982: Przygody Myszki Miki i Kaczora Donalda
- 1981–1982: Heathcliff i Marmaduke
- 1980–1981: Heathcliff i Dingbat – Dyniowaty
- 1978–1981: Był sobie człowiek –
  - Mojżesz (odc. 4),
  - Sokrates (odc. 6),
  - Cesarz (odc. 8),
  - Mężczyzna skazany na śmierć (odc. 22)
- 1977–1980: Kapitan Grotman i Aniołkolatki
- 1976–1978: Scooby Doo – właściciel firmy produkującej soczewki
- 1976: Dwanaście prac Asteriksa (druga wersja dubbingowa) – portier Domu Który Czyni Szalonym
- 1972–1973: Nowy Scooby Doo
- 1970–1972: Josie i Kociaki
- 1970: Aryskotraci – Lafayette
- 1969: Ulica Sezamkowa – Ciasteczkowy Potwór
- 1967: Księga dżungli – król Louis
- 1966: Kosmiczny Duch
- 1964–1967: Goryl Magilla
- 1962–1987: Jetsonowie – Pies Astro
- 1960–1966: Flintstonowie
- udziela również głosu różnym postaciom w serii Zwariowane melodie

### Dialogi
- 1994–1998: Świat według Ludwiczka (odc. 19-21)

### Reżyseria dubbingu
- 1997: Tomcio Paluch spotyka Calineczkę (druga wersja dubbingowa)
- 1995: Arka Noego

## Teatr
Pierwszym miejscem pracy był Teatr Lalek „Czerwony Kapturek” w Olsztynie. Był jego aktorem w latach 1973–1977. Następnie w 1977 roku przeniósł się  do Teatru „Lalka” w Warszawie, gdzie pracował do 1979 r. W latach 1979–1982 był aktorem Teatru Lalki „Tęcza” w Słupsku, a potem – przez wiele lat – warszawskiego Teatru „Baj” (1982–2008).
Współpracował z takimi reżyserami spektakli lalkowych, jak: Halina Borowiak, Julianna Całkowa, Irena Dragan, Włodzimierz Fełenczak, Jurate Januskeviciute, Krystyna Jakóbczyk, Jan Wroniszewski, Zofia Miklińska, Krzysztof Niesiołowski, Jan Plewako, Aneta Płuszka, Andrzej Rettinger, Zygmunt Smandzik, Wojciech Wieczorkiewicz, Leszek Śmigielski.

### Spektakle teatralne

#### Role
Teatr Lalek „Czerwony Kapturek”, Olsztyn
- 1974 Miłość do trzech pomarańczy (reż. A. Rettinger)
- 1976 Ballada o bochenku chleba (reż. A. Rettinger)

Teatr „Lalka”, Warszawa
- 1978 Słowik (reż. J. Całkowa)

Teatr Lalki „Tęcza”, Słupsk
- 1982 Ballada o bochenku chleba (reż. Z. Miklińska)

Teatr Lalki i Aktora „Baj”, Warszawa
- 1982 O zaklętym kaczorze jako Księżyc (reż. H. Borowiak)
- 1988 Smocza legenda jako Aruz, I dżygit, Aruz, I dżygit (reż. K. Niesiołowski)
- 1989 Młynek do kawy jako Mikołaj; Księżyc (reż. K. Niesiołowski)
- 1991 Toto (reż. K. Niesiołowski)
- 1992 Dziadek do orzechów (reż. K. Niesiołowski)
- 1993 Baśń o dwóch nieustraszonych braciach jako ojciec, Król, Cesarz, Diabeł, Król bez głowy (reż. K. Niesiołowski)
- 1994 Królowa Śniegu jako Kruk Karol; Rozbójnik Brodacz (reż. J. Plewako)
- 1994 Przygody Pifa jako Aranżer (reż. Z. Smadzik)
- 1994 Cudowna lampa Aladyna jako Czarodziej, Wezyr, Duch lampy (reż. K. Niesiołowski; także Teatr Telewizji)
- 1995 Księga dżungli jako ojciec wilk, Niedźwiedź Baloo (reż. W. Fełenczak)
- 1995 Na jagody jako Żaba; Ślimak (reż. H. Borowiak)
- 1997 Inook i tajemnica słońca jako Eskimos; Niedźwiedź polarny (reż. K. Niesiołowski)
- 1997 Janek Wędrowniczek Baran; Osioł (reż. H. Borowiak)
- 1997 Przyjaciel wesołego diabła jako Witalis; Wilk; Brodacz (reż. K. Niesiołowski)
- 1998 Sklep z zabawkami jako Mądrala (reż. K. Jakóbczyk)
- 1998 Baśń o pięknej Parysadzie Wirata, Derwisz (reż. K. Niesiołowski)
- 1999 Alicja w Krainie Szachów jako Buldog, Czarny Rycerz (reż. I. Dragan)
- 1999 Igraszki z diabłem jako Sarka-Farka; Karborund (reż. K. Niesiołowski)
- 2000 Kopciuszek jako Odźwierny II (reż. J. Plewako)
- 2000 Czarnoksiężnik z Krainy Oz jako Manczkin I; Blaszany drwal (reż. K. Niesiołowski)
- 2000 Opowieści Koszałka-Opałka jako król Błystek; Kowal (reż. K. Niesiołowski)
- 2002 Herakles niezwyciężony jako Chiron; Byk Kreteński (reż. K. Niesiołowski)
- 2003 Złote jajko jako dziadek Onufry (reż. J. Januskeviciute)
- 2005 Zima w Dolinie Muminków jako Buka; Myszka 1 (reż. A. Płuszka)
- 2006 Wojna o echo jako Tonino (reż. K. Niesiołowski)
- 2006 Baśń o rycerzu bez konia jako Smok (reż. K. Niesiołowski)

#### Asystent reżysera
Teatr Lalki „Tęcza”, Słupsk
- 1980 Tygrysek (reż. W. Wieczorkiewicz)